# Augustine Obreen
Augustine Hermine de Meester-Obreen (Breda, 30 juli 1866 – Amsterdam, 1 januari 1953) was een Nederlands schilder, tekenaar en kunstcriticus.

## Leven en werk
Augustine Obreen, Tine voor intimi, was een dochter van Jacques Arnauld Obreen (1838-1877), kapitein der infanterie, en Maria Magteld van Herwerden (1844-1869). Ze werd in Amsterdam opgeleid aan een tekenschool (1884-1885), aan de Rijksnormaalschool voor Teekenonderwijzers (1885-1889), als leerling van Jan Derk Huibers, en aan de Rijksakademie (1888-1889), onder leiding van August Allebé en Jan Voerman. Ze volgde nog lessen bij Lovis Corinth in Berlijn, bij Ernest Blanc-Garin in Brussel en bij Académie Colarossi in Parijs. Ze schilderde en tekende vooral landschappen.
In Parijs ontmoette ze Johan de Meester (1860-1931), in die tijd correspondent bij Het Handelsblad. Het stel trouwde in 1890 en vestigde zich een jaar later in Rotterdam, waar De Meester als redacteur in dienst kwam bij de Nieuwe Rotterdamsche Courant. Hij droeg zijn boek Geertje aan haar op: "Augustine Hermine Obreen, mijne Vrouw, wijd ik dit boek van liefdesverlangen." Uit hun huwelijk werden drie kinderen geboren, onder wie schilderes Annie Roland Holst-de Meester (1893-1987) en toneelregisseur Johan de Meester jr. (1897-1986). Annie kreeg teken- en schilderlessen van haar moeder en tekende haar portret.
Kunstkritieken
Na haar huwelijk pakte De Meester-Obreen vaker de pen dan de kwast, ze publiceerde kunstrecensies en -kritieken in de NRC, Elsevier's Geïllustreerd Maandschrift, Op de Hoogte, De Gids, Nederlandsch-Indië Oud en Nieuw en De Vrouw en haar Huis. Haar bijdragen voor de NRC waren niet altijd ondertekend, die voor Elsevier werden vaak met A.O. ondertekend. In 1915 schreef ze voor Elsevier een recensie over een tentoonstelling van Piet Mondriaan bij de Rotterdamse Kunstkring en ging daarbij onder meer in op zijn schilderij Metamorfose. Zij had vooraf met de schilder gecorrespondeerd en citeerde zijn uitleg over zijn werk in haar artikel. Mondriaan schreef over de recensie aan Theo van Doesburg "Die opbouw van kwadraten (vorige periode) is nu in 't laatste nummer van Elsevier gereproduceerd met een toelichting van Mevrouw J. de Meester Obreen. Zij staat eigenlijk buiten mijn bedoelingen maar was in ‟t voorjaar reeds door Elsevier gevraagd iets over me te schrijven, toen ik een tentoonstell. in Rotterdam had. Ik heb toen met haar gecorrespondeerd en ze heeft tamelijk zuiver de zaak behandeld!" In 1922 recenseerde ze de tentoonstelling die ter gelegenheid van Mondriaans 50e verjaardag werd gehouden in het Stedelijk Museum Amsterdam. Ze sprak haar waardering uit voor zijn abstracte werken, "die composities waar alle herinnering aan de realiteit weg is. (...) en toch heeft ook weer elk van deze een eigen uitgesproken schoonheid." Zijn nieuwste werk sprak haar niet aan: "De vraag rijst dan ook op, of Mondriaan hier niet in eigen systeem verstarde."
In de periode in Rotterdam volgde De Meester-Obreen nog lessen aan de Rotterdamse Academie bij Alexander van Maasdijk. Na het overlijden van haar man in 1931 vestigde ze zich in Amsterdam. In 1933 speelde het Groot-Nederlandsch Toneel bij de opening van het nieuwe seizoen in de Stadsschouwburg Amsterdam het door De Meester-Obreen uit het Engels vertaalde De familie Barrett van Rudolf Besier. Het stuk werd geregisseerd door haar zoon Johan.
Augustine de Meester-Obreen overleed op 86-jarige leeftijd in Amsterdam en werd begraven op Oud Eik en Duinen in Den Haag.

## Enkele publicaties
- 1909 artikel over Willem de Zwart in Elsevier's Geïllustreerd Maandschrift.[17]
- 1912 boekje Willem de Zwart. Amsterdam: Elsevier. Uitgegeven in de serie 'Hollandsche schilders van dezen tijd'.
- 1915 artikel over Piet Mondriaan in Elsevier's Geïllustreerd Maandschrift.[18]
- 1917 artikel "Binnenhuiskunst bij Unger en Van Mens te Rotterdam",  in Elsevier's Geïllustreerd Maandschrift.
- 1920 artikel over William Degouve de Nuncques in Elsevier's Geïllustreerd Maandschrift.[19]
- 1920 artikel over Oscar Mendlik in Elsevier's Geïllustreerd Maandschrift.[20]
- 1921 artikel over Maurits Niekerk in Elsevier's Geïllustreerd Maandschrift.
- 1923 artikel over Walter Vaes in Elsevier's Geïllustreerd Maandschrift.[21]
- 1923 artikel over Rie Cramer in De Vrouw en haar Huis, jaargang 18, nr. 5 (september 1923).
- 1924 artikel over Harry van Tussenbroek in Elsevier's Geïllustreerd Maandschrift.[22]
- 1924 artikel over Leo Gestel in Op de Hoogte.[23]
- 1928 artikel over Hendrik Paulides, in Nederlandsch-Indië Oud en Nieuw, december 1928.

- Biografisch Portaal: 71830904
- Digitale Bibliotheek voor de Nederlandse Letteren: mees064
- Gemeinsame Normdatei: 1102926345
- International Standard Name Identifier: 0000 0003 9337 0969
- Nederlandse Thesaurus van Auteursnamen: 070389586
- RKD-Nederlands Instituut voor Kunstgeschiedenis: 372519
- Virtual International Authority File: 287620073
- WorldCat: E39PBJgt8Q4pRJ9BMYkjXWYkjC